# ايمانويل براغا
ايمانويل براغا (بالبرتغالية: Emanuel Faria Braga‏) هو لاعب كرة قدم برتغالي في مركز الوسط، ولد في 7 يوليو 1975 في فيلا دو كوندي في البرتغال. لعب مع نادي بوافيشتا ونادي ريو أفي ونادي فارزيم ونادي ديبورتيفو داس أيفيس ونادي فريموند ‏ وسالجويروس ‏ وA.D. Os Limianos ‏.

## وصلات خارجية
- ايمانويل براغا على موقع قاعدة بيانات كرة القدم.إي يو (الإنجليزية)